# Кайхосру Сорабджі
Кайхосру Шапурджі Сорабджі (англ. Kaikhosru Shapurji Sorabji, уроджений Леон Дадлі Сорабджі, англ. Leon Dudley Sorabji; нар. 14 серпня 1892, Еппінг, Ессекс — пом. 15 жовтня 1988) — британський композитор, піаніст, музичний критик і письменник. Один з найбільш видатних фортепіанних композиторів 20-го століття, найбільш відомий своїми сімома «Симфоніями для фортепіано соло», чотирма токкатами, 100 трансцендентними етюдами, шістьма фортепіанними сонатами і творами «Sequentia cyclica», «Opus clavicembalisticum» (якийсь час вважався найдовшим фортепіанним твором в історії) і ноктюрн для фортепіано «Гулістан».
Сорабджі з раннього віку відрізнявся несхожістю на інших. У нього батько — парс, виходець з Індії, а мати — іспано-сицилійського походження. Тому дитиною відчував себе відчуженим від англійського суспільства, він отримав приватну освіту і все життя мав схильність до самоти. Його мати, за деякими даними, була піаністкою, а батько — багатим бізнесменом. Цей факт звільнив Сорабджі від необхідності працювати. Незважаючи на те, що Сорабджі волів не виступав на публіці і не був віртуозом, він виконував кілька своїх складних творів публічно (між 1920 і 1936 роками). Наприкінці 1930-х років у його житті стався переломний момент, і він наклав обмеження на виконання своєї музики, який він зняв лише в 1976 році. Його композиції в ті роки були непопулярні, і він прославився головним чином завдяки своїм творам опусів («Opus clavicembalisticum», «Opus archimagicum» і «Opus clavisymphonicum») та музичної критики. У 1950-х роках композитор полишив Лондон і оселився в селі Корф-Касл. Інформації про життя Сорабджі, особливо про його пізніші роки, мало, більша частина її відома з його великого інтерв'ю.
Після перших уроків композиції Сорабджі став самоучкою. Спочатку його приваблювала модерністська естетика, але він відмовився від значної частини усталеного та сучасного репертуару, замість цього спираючись на досвід багатьох композиторів-імпресіоністів. Різноманітний вплив музики Бузоні, Дебюссі та Шимановського привело до створення індивідуальної музичної мови. Часта поліритмія, гра тональних і атональных елементів, багатий орнамент і контрапункт — деякі з його рис. Також у деяких його творах демонструється співіснування контрастних форм музики, головним чином, атематичних. У період з 1914 по 1984 рік він створив понад 100 пісень, від афористичних фрагментів до творів, що тривають кілька годин. Серед них є оркестрові, камерні і органні п'єси, але його основним засобом вираження думок було фортепіано. Зараз Сорабджі порівнюють з багатьма композиторами-піаністами, якими він у свій час захоплювався, включаючи Шопена, Ліста і Алькана. Особливості його музики, гармонійна мова і складні ритми, передували тенденціям середини 20 століття і більш пізнім композиціям.

## Біографія

### Ранні роки
Сорабджі народився в Чингфорді (нині частина Лондона) 14 серпня 1892 року. Його батько, Шапурджі Сорабджі (уроджений Шапурджі Хормусі Шрофф; 18 серпня 1863 — 7 липня 1932) народився у Бомбеї (Індія) в сім'ї інженерів-будівельників. Мати Сорабджі, Мадлен Матильда Ворті (13 серпня 1866 — 5 травня 1959), була англійкою іспано-сицилійського походження. За деякими даними, вона була співачкою, піаністкою і органісткою (зараз немає доказів, які повністю підтверджують це твердження). Шапурджі та Матильда одружилися 18 лютого 1892 року.
Мало що відомо про раннє життя і початок музичних пошуків Сорабджі. Повідомляється, що він почав навчатися грі на фортепіано у своєї матері, коли йому було вісім років, а пізніше йому допомагала (але не давала уроки) Емілі Едрофф-Сміт, подруга його матері. Сорабджі відвідував школу, в якій навчалося близько двадцяти хлопців. Сорабджі вивчав німецьку та італійську мови. Крім загальної освіти, в тій школі йому вже давали уроки гармонії і гри на фортепіано та органі. З початку 1910-х до 1916 року він вивчав музику в піаніста і композитора Чарльза А. Трю (1854—1929). Мати Сорабджі підтримувала його захоплення музикою і часто водила його на концерти.
В юності до Сорабджі погано ставилися його однокласники і його наставник, який прагнув зробити з нього англійського джентльмена, робив принизливі коментарі про Індію і бив його по голові великою книгою, яка давала йому сильні головні болі. Через це Сорабджі зненавидів англійців і не любив, коли його називали англійцем. Він описував їх як злих по відношенню до іноземців. Він згадував, як у 1914 році натовп людей з битами і великими каменями переслідували його і мало не вбили". Зокрема, він не любив Лондон: він називав його «Міжнародним звалищем людського сміття» і «Спивополісом». У 1950-х роках він визнав, що був занадто різким у своїх оцінках англійців, адже багато хто з його близьких друзів (Холлідей, Хінтон, Ньюман) були англійцями.
Під час Першої світової війни Сорабджі та його мати планували переїхати у Францію або Італію, чого так і не сталося. За винятком двох поїздок в Індію, він ніколи не залишав Європу. Італію він відвідав принаймні вісім разів. Сорабджі також добре ставився і до французької культури.
Близько 60 % його відомих робіт мають назви латинською, італійською та іншими іноземними мовами.
Перше музичне натхнення Сорабджі почалось завдяки його дружбі з композитором і критиком Пітером Ворлоком (також відомий як Філіп Хезелтін), яка почалася в 1913 році. Ворлок змусив Сорабджі стати музичним критиком і зосередитися на занятті композицією. Сорабджі, який отримав атестат зрілості і збирався вступити до Лондонського університету, вирішив приватно складати музику. Він почав пізно, бо не складав музику до 22 років (спочатку він був вокалістом). Сорабджі активно пропонував на суд публіки свої перші твори. Наприкінці 1919 року Ворлок надіслав музичному критику Ернесту Ньюману кілька партитур Сорабджі, в тому числі його Першу сонату для фортепіано. Ньюман не звернув на них уваги, і в листопаді того ж року Сорабджі в приватному порядку зустрівся з Ферруччо Бузоні і зіграв йому свої п'єси. Бузоні висловив великі сумніви з приводу роботи, але дав йому листа, яке допомогло Сорабджі опублікувати її. Пізніше Сорабджі вирішив, що Ньюман відмовився дивитися його роботи, на що відповів критик, описавши обставини, які завадили йому переглянути партитури і зустрітися з Сорабджі особисто. Ворлок публічно звинуватив Ньюмана в жорстокому поводженні з починаючим композитором і впертості, і питання було вирішене лише після того, як журнал Musical Opinion відтворив листування між Ньюманом і Сорабджі.
В юності Сорабджі виявляв великий інтерес до останніх досягнень в галузі музичного мистецтва — до творчості Шенберга, Скрябіна, Малера і Дебюссі, в той час як в Англії їм приділялося мало уваги. Цей інтерес, поряд з його етнічною приналежністю, зміцнив його репутацію «несхожості на інших». Ранні видання його творів були опубліковані за фінансової допомоги його батька, і їх стиль, а також довжина і технічна складність спантеличили критиків і публіку. Більшість критиків не оцінили Сорабджі, але знайшлися ті музиканти, які сприйняли її позитивно: це Деліус Фредерік (він почув у 1930 році радіопередачу, в якій Сорабджі грав свій власний твір Le jardin parfumé — поему для фортепіано соло, і відправив Сорабджі лист захоплення); французький піаніст Альфреда Корто (проявив інтерес до стилю виконання фортепіанних концертів Сорабджі); і Альбан Берг (теж проявив інтерес до його робіт)..
Сорабджі вперше публічно виконав свою музику в 1920 році і протягом наступного десятиліття також виконував свої твори у Великій Британії і за кордоном. В середині 1920-х років він потоваришував з шотландським композитором Еріком Чізголмом, що привело до найбільш плідного періоду його кар'єри піаніста. Сорабджі приєднався до спільноти, організованій Чізголмом (з поширення сучасної музики), незабаром після його створення і зустрівся з ним у Глазго. Там 1 квітня 1930 року він зіграв свою фортепіанну сонату № 4. У концертах спільноти Чізголма брали участь багато видатних композиторів та музикантів, у тому числі Пауль Хіндеміт, Микола Метнер, Альфредо Казелла і Бела Барток. Незважаючи на заяви Сорабджі про те, що він «просто грає на піаніно», його запрошували виступати в різні радіопередачі. Він приїжджав до Глазго чотири рази і під час останнього візиту зіграв там свої найдовші твори: на доповнення до Четвертої сонаті він вперше виконав Opus clavicembalisticum (1930 р.) і Toccata seconda (1936 р.); а в 1931 р. він виконав свій ноктюрн «Джамі» (Jāmī).

### Заборона та ізоляція
10 березня 1936 року в Лондоні піаніст Джон Тобін провів концерт, в якому зіграв деякі частини твору Сорабджі «Opus clavicembalisticum». Вистава тривала 90 хвилин — удвічі довше, ніж слід було. Сорабджі пішов з концерту до того, як він закінчився, і пізніше заперечував той факт, що був присутній, оплатив і підтримав цей концерт. Провідні критики і композитори відвідали цей концерт і написали негативну критику в пресі, що і стало серйозним ударом для Сорабджі. Сорабджі сказав, що він більше не зацікавлений у виконанні своїх творів (востаннє він виступив на публіці 16 грудня 1936 року в Глазго і представив свою Другу токату). До виконання його творів іншими музикантами він став ставитися критично. Кайхосру пішов зі сцени на все життя, і протягом наступного десятиліття робив зауваження, які висловлювали свою незгоду з поширенням його музики.
Хоча обмеження, накладені Сорабджі на виконання своїх творів, добре діяли і дотримувалися, офіційного або обов'язкового заяви на цей рахунок не було; якщо інші приймалися розбирати «Opus clavicembalisticum», композитор всіма силами відмовляв інших грати його музику. Але його перші друковані партитури містили примітка, зберігає право виконання. В ті роки все-таки було проведено кілька концертів з його музикою — більшість із них приватні або давалися його друзями і з його дозволу; на публіці концерти хоч і давалися, але дуже рідко. Причиною відходу Сорабджі зі світу музики зазвичай називають сольний концерт Тобіна, але також у Сорабджі була й інша вагома причина: це смерть людей, якими він захоплювався (таких як Бузоні і ван Dieren), відхід зі сцени Сібеліуса, зміни в стилі Шимановського і зростаюча популярність гармонійної музики.
Залишається неясним, як Сорабджі уникав військової служби під час Другої світової війни: його відкриті листи та музична критика не припинялися, і він ніколи не торкався теми війни у своїх творах. Протягом більшої частини Другої світової війни Сорабджі зосередився на створенні 100 трансцендентних етюдів (1940—1944), багато з яких були написані під час бомбардування Англії. Він писав музику ночами і рано вранці в своєму будинку в Кларенс Гейт Гарденс, навіть коли більшість інших будівель були занедбані. Записи військового часу показують, що фугасна бомба потрапила в провулок Сіддонс, де знаходиться чорний хід до його місця проживання.
Сорабджі покинув Лондон в 1950 році, оселився в селі Корф-Касл і 1956 самостійно побудував там будинок. Корф-Касл був місцем його літного відпочинку ще з 1928 року, і це місце приваблювало його багато років. У 1946 році він висловив бажання залишитися там постійно, і, оселившись в селі, він майже не виходив на вулицю. На рішення Сорабджі покинути Лондон також вплинули його витрати на життя.

### Шанувальники і внутрішня замкнутість
Незважаючи на свою ізоляцію і відхід з концертного майданчика і світу музики, Сорабджі зберіг коло його найближчих прихильників. З роками побоювання з приводу долі його спадщини посилилися, оскільки Сорабджі вже не записував жодної зі своїх робіт, так і жодна з них не була опублікована. Сама амбітна спроба забезпечити збереження музики і творів була ініційована Френком Холлідеєм (1912—1997), вчителем англійської мови в селі Корф-Касл. Він познайомився з Сорабджі в 1937 році і був його близьким другом близько чотирьох десятиліть. З 1951 по 1953 рік Холлідей запрошував Сорабджі зробити записи власної музики. Незабаром після цього Сорабджі отримав листа, підписаного 23 шанувальниками. Сорабджі був стурбований впливом законів про авторське право на поширення його музики, але Холлідей зрештою переконав його знову публікувати твори після багатьох років протидії, заперечень і затримок. У період з 1962 по 1968 рік у хаті Сорабджі було зроблено кілька записів. Хоча Сорабджі просив обмежити розповсюдження касет, записів вистачило на 55-хвилинну програму — вона транслювалася в грудні 1969 року. Роком пізніше з'явилася і випустилася тригодинна версія. Ця програма транслювалася кілька разів у 1970-х роках і привернула увагу Сполучених Штатів, що допомогло у поширенні і розуміння музики Сорабджі.
Дружба Сорабджі і Холлідея закінчилася в 1979 році через розбіжності з приводу збереження спадщини Сорабджі. Холлідей зрештою зберіг свою колекцію листів Сорабджі та інших предметів. Ця колекція тепер є одним з найбільших і найбільш важливих джерел матеріалів про композитора. Колекція матеріалів була названа «Опус сорабджіанум» і була придбана Університетом Макмастера (Гамільтон, Онтаріо, Канада) в 1988 році.
Ще одним прихильником був П'єр Норман Жант'є (1914—2009), американський письменник, який дізнався про Сорабджі після прочитання його книги «Навколо музики». Жант'є посилав Сорабджі деякі продукти під час післявоєнного дефіциту в Англії, і протягом наступних чотирьох десятиліть він віддано підтримував його. На початку 1950-х років Жант'є запропонував Сорабджі записати свої фортепіанні твори і відіслати запису до головних бібліотек Сполучених Штатів. Жант'є подарував йому магнітофон, але проблеми з керуванням машиною і небажання Сорабджі грати твори завадили зробити запис. У 1967 році, коли були створені нові твори в новому стилі, Сорабджі все-таки погодився записати всі свої твори. Вони зберігалися в бібліотеках та університетах США і Південної Африки.
З роками Сорабджі все більше втомлювала робота композитора: заважали проблеми зі здоров'ям, стрес і втому, і через це він почав ненавидіти музику. Після створення Великої симфонічної меси (1955—1961), що складається з 1001 сторінки оркестрової партитури, Сорабджі написав, що у нього «більше немає ні ідей, ні бажання складати музику», а в серпні 1962 року він вирішив спалити всі рукописи. Через сильне занепокоєння і виснаження в результаті особистих, сімейних та багатьох інших проблем, він зробив перерву в роботі. Зрештою він повернувся до неї, але працював повільніше, ніж раніше, і писав, головним чином, короткі твори. Він перестав писати в 1968 році і згадував у своїх листах, що більше ніколи не буде писати музику. Документів про те, як він провів наступні кілька років кількість його листів знизилося.

### Останні роки
У листопаді 1969 року шотландський композитор Алістер Хінтон (йому тоді було 19 років) дізнався про творчість Сорабджі в музичній бібліотеці Вестмінстера і написав йому листа. 21 серпня 1972 року вони зустрілися в будинку Сорабджі 21 серпня 1972 року і стали хорошими друзями. Сорабджі завжди звертався до Хінтона за порадою з юридичних та інших питань. У 1978 році Хінтон і музикознавець Пол Рапопорт зробили записи рукописів Сорабджі, які не були відомі раніше, а в 1979 році Сорабджі написав заповіт, де Хінтону заповів всі рукописи, що знаходяться в його розпорядженні. Сорабджі завдяки Хінтону з 1973 року знову став писати музику. Хінтон також переконав Сорабджі дати йому дозвіл на публічне виконання його творів. Сорабджі дав дозвіл 24 березня 1976 року. З музикою Сорабджі відбулося кілька сольних концертів, а пізніше про нього був знятий телевізійний документальний фільм, який транслювався в 1977 році. Фільм, головним чином, складався з музики і фотографій його будинку (Сорабджі не хотів, щоб телеглядачі бачили його обличчя, був тільки один короткий кадр, на якому він махав рукою знімальній групі, що йшла від нього).
У 1979 році Сорабджі з'явився в двох передачах: у одній на BBC Scotland (до 100-річчя композитора Френсіса Джорджа Скотта), а у другій BBC Radio 3 (до сторіччя Метнера). Саме там композитор вперше зустрів музиканта Рональда Стівенсона, яким захоплювався більше 20 років. Після того, як вони зустрілися, Сорабджі написав фортепіанну п'єсу «Вілла Таско» (1979—1980), присвячену Стівенсоном. Працюючи над п'єсою, Сорабджі врахував деякі вимоги Жант'є. Трохи пізніше композитор спільно з Жант'є написав струнний квартет «Il tessuto d arabeschi». Квартет був присвячений пам'яті музиканта Деліуса. За його написання Сорабджі отримав 1000 фунтів стерлінгів.
Ближче до кінця свого життя Сорабджі остаточно перестав складати твори через поганий зір і фізичні проблеми. Його здоров'я сильно погіршилося в 1986 році. Це змусило його покинути свій будинок і провести кілька місяців у лікарні Верхема; у жовтні того ж року він призначив Хінтона відповідальним за свої особисті домашні справи. У березні 1987 року він переїхав у двокімнатну кватирку в Ньюбургу (неподалік Дорчестера). Там він постійно був прикутий до крісла і отримував щоденний догляд. У червні 1988 року Сорабджі пережив інсульт, в результаті якого у нього настало пошкодження клітин мозку.
Сорабджі помер від серцевої недостатності 15 жовтня 1988 р. трохи пізніше 19:00 у віці 96 років. 24 жовтня він був кремований в Борнмуті, а його прах був розвіяний в Корф-Каслі в церкві Святого Едварда .

### Дослідження Шона Оуена
Після смерті Сорабджі про нього поширювалося багато міфів, пов'язаних з його життям і творчістю, які зараз доводять або спростовують вчені.
Наприклад, одне з спростованих тверджень про Сорабджі полягає в тому, що його мати була іспанською сицилійкою, і, відповідно, в ньому взагалі не було англійській крові. Дослідження, проведене Шоном Воном Оуеном на початку 2000-х років, показало, що батьки його матері були хрещені в англійській церкві. Далі він встановив, що мати Сорабджі неодноразово використовувала псевдоніми і вказувала помилкові дати народження (навіть в юридичних документах), і припустив, що вона передала цю звичку Сорабджі, який «протягом всього свого життя розвивав почуття несхожості на інших і мав образ, який не відповідав дійсності».
Були й інші міфи, деякі з яких поширював сам Сорабджі. Він стверджував, що носив кільце, яке належало сицилійському кардиналу і нібито повинно було дістатися Папі римському після його смерті. Жителі Корф-Касла іноді називали композитора «сер Абджи» та «індійський принц». Сорабджі часто вводив в оману лексикографів, даючи їм невірну біографічну інформацію про себе. Один з них, Ніколас Слонімський, в 1978 році помилково написав, що Сорабджі володіє замком (Corf Castle — це назва села, але слово castle також перекладається як «замок»). Після цього випадку Слонімський назвав його «найзагадковішим композитором з нині живих».
Сорабджі іноді говорив, що його мати була співачкою.
Залишається незрозумілим, чому Сорабджі наполягав на іспано-сицилійському походженні та інших вигадках. Оуен каже, що він, можливо, захищав себе від того, щоб до нього ставилися як до англійця змішаної раси, і замість цього зображував себе іноземцем. Інтерв'ю з людьми з Корф-Касла і сусідніх областей показує, що у висловлювань Сорабджі і жителів Корф-Касла багато протиріч. Оуен стверджує, що, незважаючи на людиноненависницький образ Сорабджі, сусіди охарактеризували його як серйозного і суворого, але також щедрої, сердечної та гостинної людини з чудовим почуттям гумору.

## Музика

### Попередники і авторитети
Серед орієнтирів Сорабджі — представники пізнього романтизму: Скрябін, Алькала, Регер, Діліус, Метнер, Шимановський, Бузоні, Бернард ван Дірен.

### Музичні твори
Сорабджі належать 2 симфонії, 8 фортепіанних концертів, 2 фортепіанних квінтету, 6 фортепіанних сонат, 7 фортепіанних симфонії, Opus Clavicembalisticum для фортепіано (1929—1930, тривалість більше чотирьох годин), Opus Clavisymphonicum (1957—1959), три органні симфонії (у фіналі першої композитор нотами зашифрував прізвище Баха — сі-бемоль—ля—до—сі-B-A-C-H, а третю називав найкращим і величним своїм твором), інші твори для фортепіано та органу, вокальні твори на вірші Франциска Ассізького, Мікеланджело Буонарроті, Сааді, Бодлера, Верлена, Малларме, П'єра Луї, Анрі де Реньє, інших французьких і британських символістів.

### Тексти про музику
- Around Music. London: Unicorn Press, 1932
- Mi contra fa: The Immoralisings of a Machiavellian Musician. London: Porcupine Press, 1947
- The Validity of the Aristocratic Principle. London: Luzac and Company, 1947
- The Greatness of Medtner. London: Dennis Dobson, 1955

### Виконання та виконавці
До виконання своїх творів, які відзначаються ускладненістю музичної мови і потребують віртуозного виконавства, автор ставився різко критично. На початку 1930-х року він повністю заборонив видання і виконання своїх творів. З середини 1970-х років сувора заборона була знята, і деякі твори Сорабджі почали грати на публіці. Серед його виконавців — Джон Огдон, Марк-Андре Амлен, Джеффрі Дуглас Медж та ін.

### Сорабджі в Україні
Перше виконання Сорабджі в Україні відбулося в 2012 році на фестивалі «Осінь з музикою Кароля Шимановського» (до 2017 р. — Музичний фестиваль ім. Кароля Шимановського) — фестивалі академічної музики та автентичного фольклору, що проходить на малій батьківщині композитора у Кропивницькому. Відбулась світова прем'єра поеми для фортепіано «Гулістан» англійського композитора іранського походження К. Сорабджі у виконанні Дж. Павелла.